# Cruz Pesada
Cruz Pesada é o oitavo álbum de estúdio do conjunto musical brasileiro Trio Parada Dura, lançado em 1978 pela gravadora Copacabana.

## Faixas
1. "Cruz Pesada" - 2:45 (Ronaldo Adriano/Mangabinha)
2. "Soraia" - 3:16 (Zé Mulato/Aristeu/Barrerito)
3. "O Carro e a Faculdade" - 3:36 (Sulino/José Fortuna)
4. "Espinho na Cama" - 2:54 (Praense/Compadre Lima)
5. "Conto do Vigário" - 2:52 (Sulino/José Homero)
6. "Sobradinho Amarelo" - 2:13 (Creone/José Russo/Serafim Costa Almeida)
7. "Inverno da Vida" - 3:09 (Benedito Seviero/Tomaz/Barrerito)
8. "Cama Vazia" - 3:00 (Juquinha/Barrerito)
9. "Despejo da Saudade" - 2:31 (Zé Maria/Mangabinha/Rosa Quadros)
10. "Mãe Solteira" - 2:58 (Marinho Soares/Creone)
11. "Caminhoneiro" - 2:30 (Benedito Seviero/Timóteo/Mangabinha)
12. "Casa Triste" - 3:47 (Creone/Claudio Balestro/Antonio Ramos)